# إسحاق ريتشاردز
إسحاق ريتشاردز (11 فبراير 1859 - 10 مايو 1936) (بالإنجليزية: Isaac Richards)‏ هو لاعب كريكت نيوزلندي.